# Tibério Gemelo
Tibério Júlio César Nero, conhecido como Tibério Gemelo (10 de outubro de 19 — 38), filho de Druso e Lívila, foi neto de Tibério. Seu sobrenome "Gemellus" significa "gêmeo", uma alusão ao seu nascimento, tendo seu irmão morrido ainda na infância.

## Biografia
Ficou órfão ainda criança, tendo sua mãe sido envolvida na conspiração de Sejano e acusada de ter envenenado o próprio marido. 
Passou a ser criado por sua avó materna Antónia Minor até os doze anos, quando foi levado, juntamente com seu primo Calígula, para a ilha de Capri, para viver junto ao seu avô Tibério. Este os declarou herdeiros em conjunto do Império. 
Embora Gemelo fosse seu neto legítimo, pois Calígula era filho de seu sobrinho Germânico, adotado como filho por ordem de Augusto, foi mantido em segundo plano, por conta de desconfianças de que era na realidade fruto de um adultério de Lívila com Sejano. 
Quando o imperador Tibério morreu, ele deixou o império para Calígula e para seu neto Tibério Gemelo, mas Calígula conseguiu anular o testamento, alegando que Tibério não estava lúcido.
Tibério Gemelo foi adotado na família imperial mas foi morto quando Calígula ficou doente e se recuperou, acusado de ter rezado e esperado que Calígula morresse.